# Rhododrilus benhami
Rhododrilus benhami är en ringmaskart som beskrevs av Lee 1952. Rhododrilus benhami ingår i släktet Rhododrilus och familjen Acanthodrilidae. Inga underarter finns listade i Catalogue of Life.